# Загребска жупания
Загребска жупания e разположена в Централно Хърватско. Заема площ от 3078 km². Главен град на жупанията е столицата Загреб, който от своя страна едновременно с това има статут на отделна жупания. Други по-големи градове са: Дуго село, Иванич град, Ястребърско, Самобор, Свети Иван Зелина, Велика Горица, Върбовец и Запрешич. Загребска жупания е съставена от 26 общини.

## Население
Според преброяването през 2001 година Загребска жупания има 309 696 души население. Според националната си принадлежност, населението на жупанията има следния състав:
- хървати 96,2 %
- сърби 0,9 %
- бошняци 0,3 %